# 可薩語
可薩語是可薩人說的突厥语系語言。可萨人是起源于中亚的半游牧突厥语族群。该语言的书面记录很少，其特点和特征也不清楚。到13世纪时，随着讲母语者被邻近的突厥语人口同化，该语言逐渐灭绝了。
突厥语专家和历史学家对它属于突厥语系的哪个语支存在争议。一种观点认为它属于突厥语系乌古尔语支，另一种观点则认为其属于共同突厥语。

## 系属分类

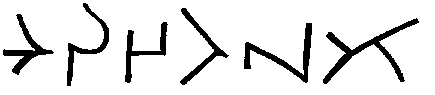
10世纪基辅字母写就的鄂尔浑字母短语OKHQURÜM“我读”。

对可萨语的准确分类存在很多问题。一个基本问题是“可萨”本身的模糊性，不明它是指一个特定的突厥部落，还是一个非民族语言的政治地理范围。:224可萨汗国是一个多语言（多国语言）、多民族（多文化）的国家，涵盖伊朗语支、芬语群、乌戈尔语群、斯拉夫语族、北高加索语系语言。:151根据人类学数据，它是由伴随着王朝的内亚蒙古人（有些欧罗巴人体质特征）核心部落统治的。:224:235突厥部落理应讲突厥语。:151, 224学者们认为，“可萨”一词有可能表示一种甚至几种语言；但资料无法确定其使用范围。:225
当时的史学家们并不清楚可萨语的系属。10世纪伊斯塔赫里做出了自相矛盾的表达：“可萨人的语言与突厥人和波斯人的语言不同，（任何）人类群体的舌头间也没有任何共同之处，保加尔人的语言与可萨人的语言一样，布尔塔斯人说另一种语言。”:225伊斯塔赫里提到杰尔宾特居民在说可萨语的同时还说他们山区的其他语言。:226马苏第将可萨人列为突厥人之一，并指出他们在突厥语中被称为沙比尔人，在波斯语中被称为Xazar。:225比鲁尼在讨论伏尔加保加尔人和萨瓦尔人（沙比尔）时，说他们的语言是“突厥语和可萨语的混合物”。:226:235迈格迪西将可萨语描述为“非常难以理解”。:226伊本·豪卡尔写道：“保加利亚人的语言类似于可萨人的语言”。:63
与共同突厥语的统一性相比，伊斯塔赫里提到“至于突厥人，所有人，九姓乌古斯、柯尔克孜族、基马克、乌古斯人、葛逻禄，他们的语言都是一个，能相互理解。”即使可萨语属于或与乌古尔-保加尔语相似，它也有明显的不同。:227
可萨语称谓(Beg、Bolušč、Ishad、Il-teber/El-teber、Qağan、Kündü Qağan、Jâwšîġr、Tarxan、Tudun、Yabgu、Yilig/Yelig)、人名(Itaq)、地名(Sarkel/Šarkil、Sarığšın/Sarığčın)大都来自突厥语。:234–235:227–239尚未明确这些来自共同突厥语还是乌古尔语。:150

## 词汇
早期可薩語是用鄂爾渾文書寫，在信仰猶太教後則用希伯來文書寫。
可萨语只有一个可被证实的词—oqurüm“我读了”—被1986年《吉尼斯世界纪录》认证为“世界上最小的文学”。